# Эрнст, Дональд Уильям
Дональд Уильям Эрнст (англ. Donald William Ernst) (25 января 1934, Лос-Анджелес — 9 апреля 2023) — американский монтажёр, музыкальный монтажёр, звуковой монтажёр и кинопродюсер. Обычно он работал в анимационной индустрии.
Эрнст начал свою карьеру на телевидении, работая монтажёром в таких телесериалах, как «Остров Гиллигана», «Симмарон Стрип» и «Дымок из ствола». Он был номинирован на восемь Прайм-таймовых премий «Эмми», и выиграл две, за телефильм «Рейд на Энтеббе» и телесериал «Блюз Хилл-стрит». После того как он перешёл к монтажу в кино, Эрнст начал работать в студии Ральфа Бакши, монтируя такие мультфильмы, как «Трудный путь», «Чернокожие», «Волшебники», «Властелин колец» и «Эй, хорошо выглядишь».
Присоединившись к Disney, Эрнст получил возможность продюсировать такие фильмы, как «Аладдин», «Дорога домой: Невероятное путешествие» и «Фантазия 2000». Он также продюсировал английскую версию аниме-фильма «Унесённые призраками».
Умер 9 апреля 2023 года в возрасте 89 лет.

## Фильмография

### Продюсер
- Кролик на американских горках (1990) (короткометражный мультфильм)
- Прослушивание Микки (1992) (короткометражный мультфильм)
- Аладдин (1992) (со-продюсер)
- Дорога домой: Невероятное путешествие (1993) (исполнительный продюсер)
- How to Haunt a House (1999) (короткометражный мультфильм)
- Фантазия 2000 (1999)
- Унесённые призраками (2001) (производство США)

### Монтажёр

#### Кино
- Ты это слышал? (1970)
- Ле-Ман[англ.] (1971)
- Единственный путь домой (1972)
- Катящийся человек (1972)
- Трудный путь (1973)
- Тридцать опасных секунд (1973)
- Easy to Be Free (1973)
- Чернокожие (1974)
- Волшебники (1977)
- Властелин колец (1978)
- Эй, хорошо выглядишь (1982)
- Звёздный патруль: Легенда об Орине (1985)
- Отважный маленький тостер (1987)
- Возвращение в Страну Чудес (1989) (короткометражный мультфильм)
- Проблема с животиком (1989) (короткометражный мультфильм)

#### Телевидение
- Chevron Hall of Stars (1956), 2 эпизода
- Hey, Jeannie! (1957), 2 эпизода
- Karen (1965), 3 эпизод
- Дикий дикий запад[англ.] (1966), 1 эпизод
- Остров Гиллигана (1966—1967), 9 эпизодов
- Симмарон Стрип[англ.] (1967), 2 эпизода
- Дымок из ствола (1968—1970), 23 эпизода

## Награды и номинации
| Премия | Категория                                                     | Год  | Работа                 | Результат | Пр.   |
| ------ | ------------------------------------------------------------- | ---- | ---------------------- | --------- | ----- |
| «Эмми» | Лучший звуковой монтаж в мини-сериале, фильме или спецвыпуске | 1977 | «Рейд на Энтеббе»      | Победа    | [ 2 ] |
| «Эмми» | Лучший звуковой монтаж в телесериале                          | 1980 | «Инцидент с плутонием» | Номинация | [ 6 ] |
| «Эмми» | Лучший звуковой монтаж в телесериале                          | 1980 | «Аттика»               | Номинация | [ 6 ] |
| «Эмми» | Лучший звуковой монтаж в телесериале                          | 1981 | «Женская комната»      | Номинация | [ 7 ] |
| «Эмми» | Лучший звуковой монтаж в телесериале                          | 1982 | «Мэриан Белая Роза»    | Номинация | [ 8 ] |
| «Эмми» | Лучший звуковой монтаж в телесериале                          | 1983 | «Сент-Элсвер»          | Номинация | [ 3 ] |
| «Эмми» | Лучший звуковой монтаж в телесериале                          | 1983 | «Блюз Хилл-стрит»      | Победа    | [ 3 ] |
| «Эмми» | Лучший звуковой монтаж в телесериале                          | 1987 | «Закон Лос-Анджелеса»  | Номинация | [ 9 ] |